# 젠틀맨 (2020년 영화)
《젠틀맨》(영어: The Gentlemen)은 2019년 공개된 영국과 미국의 액션 코미디 영화이다. 가이 리치가 감독과 각본을 맡고, 매슈 매코너헤이, 찰리 허넘, 헨리 골딩, 미셸 도커리, 제러미 스트롱, 에디 마선, 콜린 패럴, 휴 그랜트 등이 출연하였다. 유럽을 장악한 마약왕 미키 피어슨의 대마 제국을 둘러싸고 벌어지는 게임을 그린다.
2021년 제46회 새턴상 액션·모험 영화 부문 작품상 후보에 올랐다.
2024년 넷플릭스에서 시오 제임스가 주연한 파생작 텔레비전 시리즈인 《젠틀맨: 더 시리즈》가 공개되었다.

## 줄거리
미국 빈민층 출신인 마이클 “미키” 피어슨은 로즈 장학금을 받으며 다니던 옥스퍼드 대학교를 중퇴하고 영국에서 대마 왕국을 이룩했다. 이제 미키는 사업체 전체를 4억 파운드에 미국 백만장자 매슈 버거에게 팔고 은퇴할 생각이다.
미키는 버거의 요청으로 컨트리 하우스 유지비 자금이 필요한 프레스필드 공작의 사유지에 숨겨 둔 대마 재배·제조실을 보여준다. 한편 중국계 갱단 부두목 “드라이 아이”가 미키에게 접근해 사업체 매수를 타진하지만 미키는 이를 거절한다. 이후 아마추어 종합 격투기 선수 겸 유튜버 “더 토들러스”가 대마 제조실에 침입해 대마를 훔치고 자신들의 범죄를 으스대는 내용의 랩 영상을 올린다. 이를 알게 된 이들의 트레이너 “코치”는 영상을 내리게 한다.
과거 한 파티에서 미키에게 무시를 당했던 타블로이드 데일리 프린트 편집장 빅 데이브는 앙심을 품고 사립 탐정 플레처를 고용해 미키와 프레스필드 경의 연관 관계를 파헤치기 시작한다. 한편 프레스필드 경이 헤로인 중독자인 딸 로라를 데려와 달라고 부탁하자 미키의 오른팔 레이먼드는 공영 주택 단지로 향한다. 그러나 로라와 동거해 온 친구들과 싸움이 붙고, 레이먼드의 부하가 도중 사고로 러시아인 아슬란을 죽이고 만다. 저택에 돌아온 로라는 과다 복용으로 사망한다.
코치는 토들러스에게 대마 제조실 위치를 알려 줬던 드라이 아이의 심복 퍼헉을 붙잡아 레이먼드 앞에 대령하며 토들러스를 대신해 사과한다. 그러나 퍼헉은 도망을 치다가 기차에 치여 사망한다. 미키는 중국계 갱단 두목 “조지 경”에게 자신의 대마 제조실을 계속 노린다면 헤로인 제조장을 날려 버리겠다고 협박한다. 하지만 사실 드라이 아이는 조지 경과 상의 없이 독단으로 일을 저지르고 있었고, 후에 조지 경은 드라이 아이를 질책한다. 이 자리에서 조지 경은 자신의 부하에게 살해되고, 드라이 아이가 조지 경의 자리를 차지한다.
드라이 아이는 미키의 사업체 가격을 낮추길 원하는 버거와 작당하고 미키의 사업에 차질이 빚어지게 하려고 했던 것으로 드러난다. 그러나 드라이 아이는 내심 미키의 사업체를 자신이 독차지할 궁리를 하고 있다. 미키를 암살하려는 자가 나타나자 레이먼드가 처리하고, 같은 시각 드라이 아이는 로절린드의 납치를 시도한다. 로절린드는 드라이 아이의 부하 둘을 쏴 죽이지만 총알이 바닥난다. 로절린드가 드라이 아이에게 강간을 당하기 직전 미키가 도착해 드라이 아이를 죽인다.
플레처는 자신이 조사한 결과물을 〈Bush〉라는 제목의 영화 각본 형태로 완성하고, 레이먼드에게 이를 2천만 파운드에 팔겠다고 제안하지만 거절을 당한다. 레이먼드는 토들러스를 시켜 빅 데이브를 납치해 약을 먹이고 돼지와 성관계하는 장면을 찍은 뒤 뒷조사를 그만두지 않으면 이 영상을 인터넷에 올리겠다고 협박한다.
미키는 유럽 유통 사업체의 위장인 냉동 생선 공장에서 버거와 만난다. 최근 소동을 이유로 버거가 매입가를 1억 3천 파운드로 낮춰 부르자 미키는 드라이 아이의 냉동된 시체를 보여 준다. 판매 계획을 철회한 미키는 로절린드에게 손을 댄 대가로 제조실 복구비 2억 7천 파운드를 이체하라고 요구하고, 이에 따르지 않으면 냉동고 안에서 동사하게 만들겠다고 협박한다. 또한 버거 본인의 살 1 파운드를 요구한다.
플레처의 신발에 추적기를 숨겨 두었던 레이먼드는 토들러스를 시켜 증거를 회수하지만 플레처는 이미 관련 정보를 아슬란의 아버지인 전 KGB 올리가르히에게 팔았다고 밝힌다. 앞서 미키를 노린 암살 시도자도 이 올리가르히가 보낸 사람이었던 것. 레이먼드를 죽이려는 러시아인 청부 살인 업자 둘을 코치가 처리하고 플레처는 이 소동을 틈타 도망친다. 미키는 다른 러시아인들에게 납치되지만 토들러스가 나타나 차에 난사를 하여 러시아인들을 죽이고 미키를 구출한다.
얼마 후 플레처는 각본을 팔기 위해 미라맥스와 회의를 가진 뒤 택시를 탄다. 그러나 택시 운전사는 다름 아닌 레이먼드였고, 로절린드는 플레처를 붙잡았다는 보고를 미키와 공유한다.

## 출연진
- 매슈 매코너헤이 - 마이클 “미키” 피어슨 역
- 찰리 허넘 - 레이먼드 스미스 역: 미키의 오른팔.
- 헨리 골딩 - “드라이 아이” 역
- 미셸 도커리 - 로절린드 피어슨 역: 미키의 아내.
- 제러미 스트롱 - 매슈 버거 역
- 콜린 패럴 - “코치” 역
- 휴 그랜트 - 플레처 역
- 에디 마선 - 데이브 “빅 데이브” 역
- 톰 우 - 조지 “조지 경” 역
- 버그지 멀론 - 어니 역
- 치디 아주포 - “버니” 역
- 제이슨 웡 - 퍼헉 역
- 브리트니 애슈워디 - 루비 역
- 새뮤얼 웨스트 - 프레스필드 경 역
- 제럴딘 서머빌 - 레이디 프레스필드 역
- 엘리엇 섬너 - 로라 프레스필드 역
- 조지 애스프리 - “스노볼 경” 역
- 린 르네 - 재키 역
- 크리스 이밴절루 - “프라임타임” 역
- 프랜즈 드러메이 - 베니 역
- 존 대글리시 - “해미” 역
- 애슐리 맥과이어 - 모린 역
- 예브게니야 쿠즈미나 - 미샤 역
- 조던 롱 - 바텐더 역 역
- 제임스 워런 - 짐 역
- 러셀 밸로그 - 러스 역
- 데이비드 개릭 - 데이브 역

## 기타 정보
- 수입사: (주)콘텐츠게이트
- 배급사: (주)영화사 빅, (주)다날엔터테인먼트